# Generalizacija
Generalizacija je jedna od osnovnih metoda spoznaje. To je postupak prelaska s općih na još općije pojmove. To je proces obrnut specifikaciji.

## Relevantni članci
- Metodologija